# خطبة باراك أوباما في جلسة مشتركة للكونغرس 2009

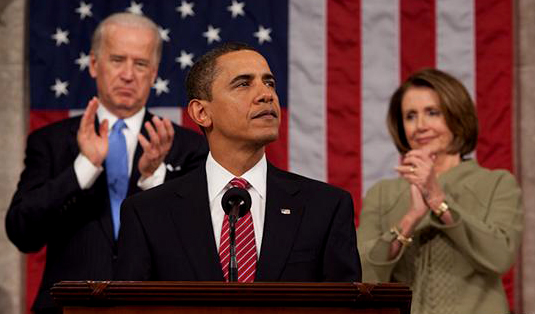
الرئيس باراك أوباما مخاطبًا الكونغرس ومعه رئيس مجلس الشيوخ جو بايدن ورئيسة مجلس النواب نانسي بيلوسي.

ألقى رئيس الولايات المتحدة الأمريكية باراك أوباما خطبة أمام جلسة مشتركة للكونغرس المئة والأحد عشر في 24 فبراير 2009. لم تكن هذه خطبة حالة الاتحاد حيث يتوقع أن يكون خطابه عام 2010 هو خطاب حالة الاتحاد. ألقيت الخطبة في قاعة مجلس النواب الأمريكي في كابيتول الولايات المتحدة. رأست تلك الجلسة رئيسة المجلس نانسي بيلوسي ومعها رئيس مجلس الشيوخ (ونائب الرئيس الأمريكي) جو بايدن.
طرح أوباما قضية 787 مليار دولار لخطة الإنقاذ الأمريكية وقانون إعادة الاستمثار لعام 2009 وبرنامج إغاثة الأصول المتعثرة وتحدث عن حالة الاقتصاد ومستقبل البلد.